# Werner Gustav Otto Scheibert
Gustav Heinrich Rudolf Otto Werner Scheibert (n. 9 august 1911 – d. 12 martie 1985) a fost un inginer german specializat în producția de plăci aglomerate (PAL) și autorul cărții "Spanplatten: Herstellung, Verarbeitung, Anwendung" (1958), una dintre primele lucrări tehnice dedicate acestui nou material. De-a lungul carierei sale, a fost responsabil pentru punerea în funcțiune a numeroase fabrici de PAL din Europa, contribuind semnificativ la dezvoltarea industriei lemnului.

## Carieră
Werner Scheibert a avut o contribuție esențială în dezvoltarea tehnologiilor de producție a plăcilor aglomerate. Prin expertiza sa, a coordonat și optimizat procesele de fabricație, facilitând expansiunea acestui sector industrial. 
Fiind nevoit să muncească din adolescență din cauza morții premature a tatălui său, a ajuns să decoreze interioarele din lemn ale iahturilor din epocă, fiind remarcat cu acest prilej de niște investitori care cumpăraseră o Fabrica de Piane din orășelul Eisenach, Turingia. Angajat pentru a reorganiza fabrica, Scheibert a păstrat doar o mică secție pentru construcția de piane, convertind fabrica într-una de mobilă. Cu acest prilel a perfecționat și rafinat producția de plăci din lemn aglomerat (PAL), publicând în 1958 și cartea ”Plăci PAL: producție, prelucrare, aplicare”. A fost consultant în Ministerul Industriilor pe specialitatea plăcilor din lemn aglomerat până la pensionare. Munca sa a influențat numeroase fabrici de PAL, majoritatea acestora bazându-se pe metodele și sistemele implementate de el.

Spanplatten Scheibert carte

## Publicații

Spanplatten coperta int

- Spanplatten: Herstellung, Verarbeitung, Anwendung (1958) - o lucrare fundamentală care detaliază metodele de fabricare, prelucrare și utilizare a PAL-ului, devenind un punct de referință pentru industria de profil.

## Moștenire
A fost căsătorit cu Katharina-Henriette Scheibert (născută Pullmann) și au avut trei copii (Hilke 1939, Wolf 1941 și Heide 1943). După pensionare, activitatea sa a fost continuată de fiul său, Wolf Scheibert, care a dus mai departe tradiția tehnologică și a contribuit la dezvoltarea industriei PAL, punând în funcțiune inclusiv fabrica Kronospan din Sebeș, România. Contribuțiile lui Werner Scheibert la acest domeniu rămân relevante, iar cartea sa este încă utilizată ca sursă de informare de către specialiștii din industrie.